# كولوم-و-ماركيني
كولوم-و-ماركيني هي بلدية فرنسية تقع في إقليم الأردين في منطقة غراند إيست. 